# فهرست والیان کنونی افغانستان
جدول زیر فهرست والیان کنونی ولایات افغانستان است که همه والیان توسط مقام رهبری دولت امارات اسلامی تعیین شده‌اند.

## فهرست والیان
| ولایت‌های افغانستان | والی                                | فهرست | منبع   |
| ------------------ | ----------------------------------- | ----- | ------ |
| ولایت اروزگان      | حاجی دعوت                           | همه   | [ ۲ ]  |
| ولایت بادغیس       | مولوی عبدالستار صابر                | همه   | [ ۳ ]  |
| ولایت بامیان       | عبدالله سرحدی                       | همه   | [ ۲ ]  |
| ولایت بدخشان       | عبدالغنی فایق                       | همه   | [ ۲ ]  |
| ولایت بغلان        | قاری بختیار معاذ                    | همه   | [ ۲ ]  |
| ولایت بلخ          | مولوی قدرت الله ابوحمزه             | همه   | [ ۲ ]  |
| ولایت پروان        | ملا محمد فرید عمر                   | همه   | [ ۴ ]  |
| ولایت پکتیا        | محمدعلی جان احمد                    | همه   | [ ۲ ]  |
| ولایت پکتیکا       | عبدالله مختار                       | همه   | [ ۲ ]  |
| ولایت پنجشیر       | قدرت الله پنجشیری                   | همه   | [ ۵ ]  |
| ولایت تخار         | قاری محمد اسماعیل ترکمان            | همه   | [ ۶ ]  |
| ولایت جوزجان       | شعیب رسالت                          | همه   | [ ۲ ]  |
| ولایت خوست         | محمدنبی عمری                        | همه   | [ ۷ ]  |
| ولایت دایکندی      | امین الله زبیر                      | همه   | [ ۸ ]  |
| ولایت زابل         | ملا بسم الله عبدالله                | همه   | [ ۲ ]  |
| ولایت سرپل         | عبدالرحمن آقا                       | همه   | [ ۲ ]  |
| ولایت سمنگان       | عبدالرحمن کندوزی                    | همه   | [ ۹ ]  |
| ولایت غزنی         | اسحاق آخوندزاده                     | همه   | [ ۲ ]  |
| ولایت غور          | احمد شاه دین دوست                   | همه   | [ ۱۰ ] |
| ولایت فاریاب       | حفیظ الله پهلوان                    | همه   | [ ۲ ]  |
| ولایت فراه         | نورمحمد روحانی                      | همه   | [ ۲ ]  |
| ولایت قندز         | نثار احمد نصرت                      | همه   | [ ۱۱ ] |
| ولایت قندهار       | محمد یوسف وفا                       | همه   | [ ۱۲ ] |
| ولایت کابل         | قاری احسان الله بریال               | همه   | [ ۲ ]  |
| ولایت کاپیسا       | محمد الله ادریس                     | همه   | [ ۱۳ ] |
| ولایت کنر          | محمد قاسم خالد                      | همه   | [ ۱۴ ] |
| ولایت لغمان        | زین العابدین                        | همه   |        |
| ولایت لوگر         | مولوی عنایت الله                    | همه   | [ ۱۵ ] |
| ولایت میدان وردک   | محمد امین جان                       | همه   | [ ۲ ]  |
| ولایت ننگرهار      | داود مزمل                           | همه   | [ ۱۶ ] |
| ولایت نورستان      | حافظ محمدآقا                        | همه   |        |
| ولایت نیمروز       | نجیب الله رفیع                      | همه   | [ ۲ ]  |
| ولایت هرات         | شیخ الحدیث مولانا نوراحمد اسلام جار | همه   | [ ۱۷ ] |
| ولایت هلمند        | مولوی عبدالاحد طالب                 | همه   | [ ۱۸ ] |

آخرین بروزرسانی: 2025-05-05